# Ваца-де-Сус
Ваца-де-Сус (рум. Vața de Sus) — село у повіті Хунедоара в Румунії. Входить до складу комуни Ваца-де-Жос.
Село розташоване на відстані 336 км на північний захід від Бухареста, 42 км на північний захід від Деви, 103 км на південний захід від Клуж-Напоки, 113 км на північний схід від Тімішоари.

## Населення
За даними перепису населення 2002 року у селі проживали 342 особи, усі — румуни. Усі жителі села рідною мовою назвали румунську.